# Horní Dubenky
Obec Horní Dubenky (německy Ober Dubenken) se nachází v okrese Jihlava v Kraji Vysočina. Žije zde 551 obyvatel. Obec se skládá jednak z původní vsi a jednak ze sídliště Janštejn při stejnojmenné sklárně.

## Název
Název se vyvíjel od varianty Dubenky (1386, 1678), Ober Dubenky (1718), Horni Dubenky (1720), Ober Dubenky (1751), Ober Dubenky a Hornj Dubenky (1846) až k podobám Ober Dubenky a Horní Dubenky v roce 1872. Místní jméno je odvozeno od slova Dubenka a přídavných jmen dubná a dubová, znamená ves, hora, říčka.

## Historie
První písemná zmínka o obci pochází z roku 1385. Dne 17. listopadu 1423 byla poblíž obce svedena tzv. bitva u Horních Dubenek, ve které byly přepadeny husitské vojenské jednotky vracející se tudy z obléhání Telče vojskem Menharta z Hradce. V boji proti přesile zahynulo kolem 300 mužů včetně jednoho z husitských vojevůdců Havla Pinty, přežil druhý z vojevůdců Jan Hvězda z Vícemilic, který se zbytky jednotek odtáhl do Pelhřimova, kde se spojil s ostatním Žižkovým vojskem. Na břehu rybníka Bor 0,5 km z obce po červené turistické značce směr Jihlávka stojí pomník této bitvy.
Obec má dlouholetou reformační tradici. Již ve 14. století působili v okolí valdenští. V 16. století v obci působil bratrský sbor, o němž se však zachovaly pouze útržkovité zprávy. Pobělohorská rekatolizace zde byla vedena jezuity z Telče a Jindřichova Hradce. Tajní evangelíci se tehdy scházeli v lesích, mj. u Studánky Páně nedaleko vrcholu Javořice. Po vyhlášení Tolerančního patentu v roce 1781 se velká část obyvatel přihlásila k augsburskému vyznání a zažádala o zřízení evangelického sboru a.v. Telčská vrchnost tehdy nevyhověla s tím, že v témž panství působí sbor a. v. ve Velké Lhotě. Teprve v roce 1783 se podařilo sbor ustavit a povolat z Uher prvního faráře Ondřeje Lazányiho. V roce 1786 byl vybudován kostel s farou.
Z roku 1809 pochází první písemná zmínka o janštejnské sklárně, i když historie sklářství zřejmě sahá do starších dob. Roku 1827 byla sklárna rozšířena a byl tak položen základ dnešní osady Janštejn. Roku 1838 vznikla zdejší škola, a to jako škola evangelická, v době, kdy v sousední Jihlávce byla ustavena škola katolická. Od roku 1889 působí v obci pošta. V roce 1898 byla ustavena zdejší záložna. V roce 1908 byl založen zdejší lihovar, který fungoval až do roku 1961.
Od roku 1951 v obci funguje mateřská škola, původně jednotřídní, po roce 1975 dvoutřídní, nyní 1,5 třídy.

## Přírodní poměry

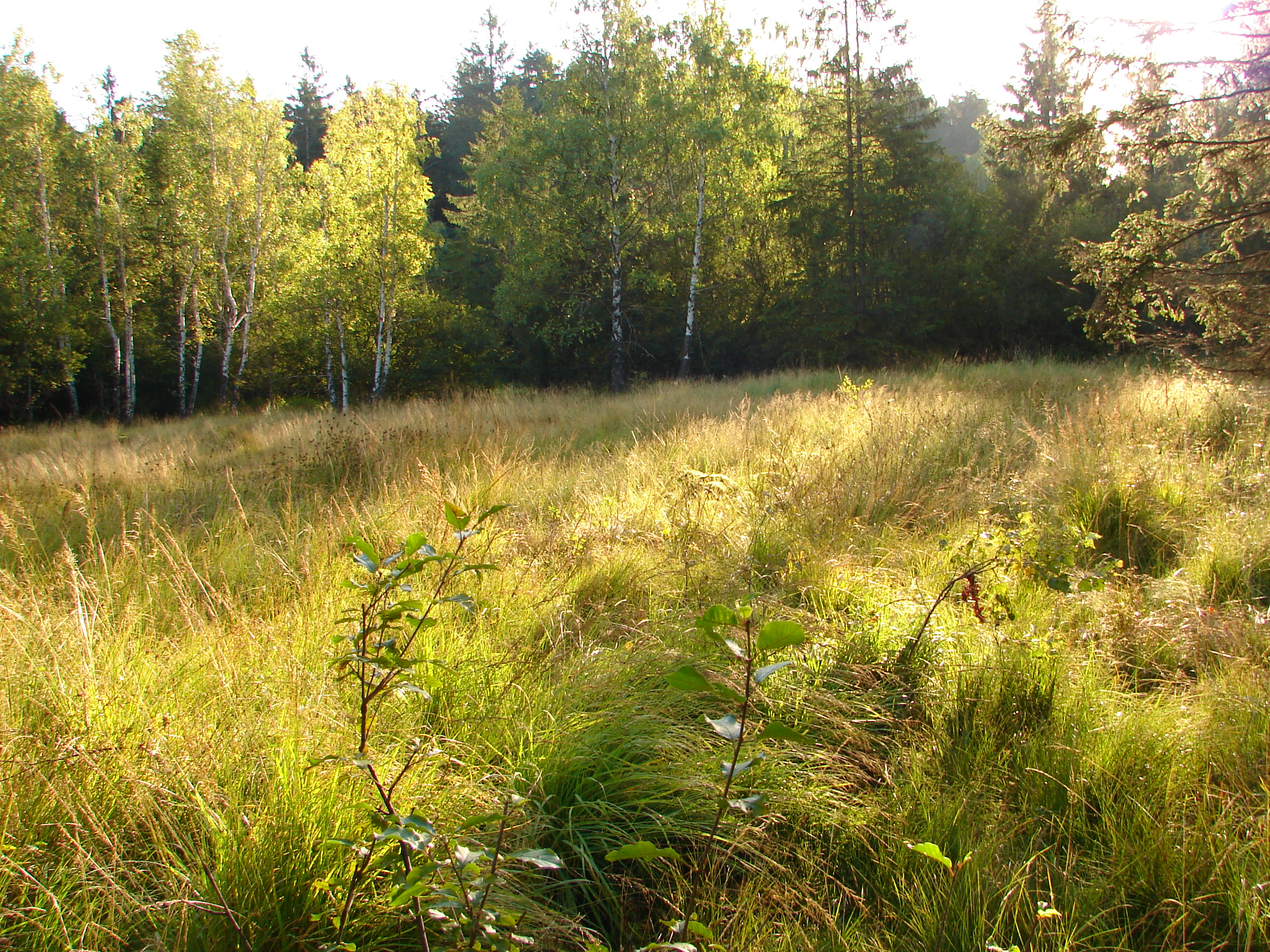
Přírodní památka Ještěnice, rašelinné porosty s břízou bělokorou

Horní Dubenky leží v okrese Jihlava v Kraji Vysočina. Nachází se 9 km jižně od Horní Cerekve, 9 km jihozápadně od Batelova a 4 km od Nové Vsi, 1 km severně od Janštejna, 2,5 km severovýchodně od Kaliště, 7,5 km východně od Počátek a 3 km od Jihlávky. Geomorfologicky je oblast součástí Česko-moravské subprovincie, konkrétně leží na rozmezí Křižanovské vrchoviny na severu a Javořické vrchoviny na jihu a jejich podcelků Brtnická vrchovina a Jihlavské vrchy, v jejichž rámci spadá pod geomorfologické okrsky Třešťská pahorkatina a Řásenská vrchovina. Průměrná nadmořská výška činí 669 metrů.
Nejvyšší bod, Skelný vrch (787 m n. m.), leží východně od obce. Vasilkův kopec (707 m n. m.) stojí severně od Horních Dubenek. Obcí protéká Hamerský potok, na němž se rozkládají rybníky Nadýmač, Kuchyňka, Růžičkův rybník, Drápalův rybník. Na bezejmenném potoce, který teče západně od obce, se nachází rybník Bor. V severní části území teče bezejmenný potok, která se u Horní Vsi vlévá do řeky Jihlavy. Katastrem prochází hlavní evropské rozvodí Severní / Černé moře, vesnice samotná leží v úmoří Severního moře. Jižní hranici katastru tvoří bezejmenný potok s Talpovským rybníkem, ten se pak vlévá do Hamerského potoka. Jihovýchodní hranici pak tvoří Třešťský potok. Na území Horních Dubenek se v prameništi Švábovského potoka nachází přírodní památka Ještěnice

## Obyvatelstvo
Podle sčítání 1930 zde žilo ve 100 domech 830 obyvatel. 817 obyvatel se hlásilo k československé národnosti a 11 k německé. Žilo zde 537 římských katolíků, 210 evangelíků a 5 příslušníků Církve československé husitské.
| Rok            | 1869 | 1880 | 1890 | 1900 | 1910 | 1921 | 1930 | 1950 | 1961 | 1970 | 1980 | 1991 | 2001 | 2011 |
| Počet obyvatel | 614  | 594  | 673  | 821  | 981  | 810  | 830  | 689  | 633  | 679  | 704  | 661  | 648  | 649  |

## Obecní správa a politika
Obec se nečlení na místní části, má jediné katastrální území pojmenované Horní Dubenky, na němž se nacházejí 3 základní sídelní jednotky – Horní Dubenky, Janštejn a Olší. Horní Dubenky jsou členem Místní akční skupiny Via rustica.
Obec má sedmičlenné zastupitelstvo, v jehož čele stojí starosta Vladimír Tomšík.
| Období    | Voliči | Účast v % | Mandáty | Výsledky                                                    | Starosta        |
| --------- | ------ | --------- | ------- | ----------------------------------------------------------- | --------------- |
| 2002–2006 | 490    | 53,06     | 9       | 5 Sdružení nezávislých 3 KSČM 1 Nezávislí z Horních Dubenek | Jan Lapeš       |
| 2006–2010 | 497    | 56,74     | 9       | 5 SNK Evropští demokraté 4 KSČM                             | Jan Lapeš       |
| 2010–2014 | 518    | 54,44     | 9       | 6 SNK Evropští demokraté 3 KSČM                             | Jan Lapeš       |
| 2014–2018 | 515    | 54,37     | 9       | 7 SNK Evropští demokraté 2 KSČM                             | Jan Lapeš       |
| 2018–2022 | 488    | 52,25     | 7       | 7 SNK Evropští demokraté                                    | Jan Lapeš       |
| 2022–2026 | 471    | 52,23     | 7       | 7 NEZÁVISLÍ PRO OBEC                                        | Vladimír Tomšík |

## Hospodářství a doprava
V obci sídlí firmy EUREST, spol. s r.o., Sklárna Janštejn, s.r.o., LERYO spol. s r.o., V V sat s.r.o., IMBAU, spol. s r.o., VYSOČINA, spol. s r.o., D.P.E. – Technology Glass Furnace – Italy s.r.o., pobočka České pošty a obchod Jednota, spotřební družstvo v Kamenici nad Lipou. V obci je rodinný minipivovar Kozlíček a francouzská restaurace Bistrot de Papa. Obcí prochází silnice II. třídy č. 134 z Batelova do Panských Dubenek a komunikace III. třídy č. 13420 do Janštejna a č. 13418 do Jihlávky. Dopravní obslužnost zajišťuje dopravce ICOM transport. Autobusy jezdí ve směrech Počátky, Horní Vilímeč, Studená, Jihlávka, Třešť, Jihlava, Rohozná, Batelov a Lovětín. Obcí prochází cyklistické trasy Greenway ŘV z Kaliště, č. 5126 do Řásné a č. 5128 do Batelova a červeně značená turistická trasa z Jihlávky do Řásné a Naučná stezka Otokara Březiny.

## Školství, kultura a sport
Mateřskou školu navštěvovalo ve školním roce 2012/2013 25 dětí. Základní škola má dvě třídy pro 1.–5. ročník. Školu ve školním roce 2012/2013 navštěvovalo 17 žáků. Druhý stupeň děti absolvují v základní škole v Počátkách. V roce 2002 zde byla zřízena místní knihovna. Chadimův mlýn (čp. 33) slouží jako mlynářské muzeum. V obci působí Sbor dobrovolných hasičů Horní Dubenky a Honební společenstvo Horní Dubenky, v obci se také nachází fotbalové a volejbalové hřiště.

## Pamětihodnosti
- hrad Janštejn, zřícenina severovýchodně od vesnice (v katastru Nové Vsi)
- evangelický kostel z roku 1786, zařízení většinou z doby po roce 1950
- náhrobek prvního evangelického faráře Ondřeje Lazányiho
- pomník Jana Husa před evangelickou farou[28]
- torzo božích muk z roku 1742 za školou
- Žižkův kámen při cestě k Janštejnu
- Pomník padlým vojínům husitským – pomník husitské bitvy u rybníka Bor
- Pomník padlým[29]

## Zajímavosti
V obci působí francouzský šéfkuchař Rémi Decroix.

## Galerie

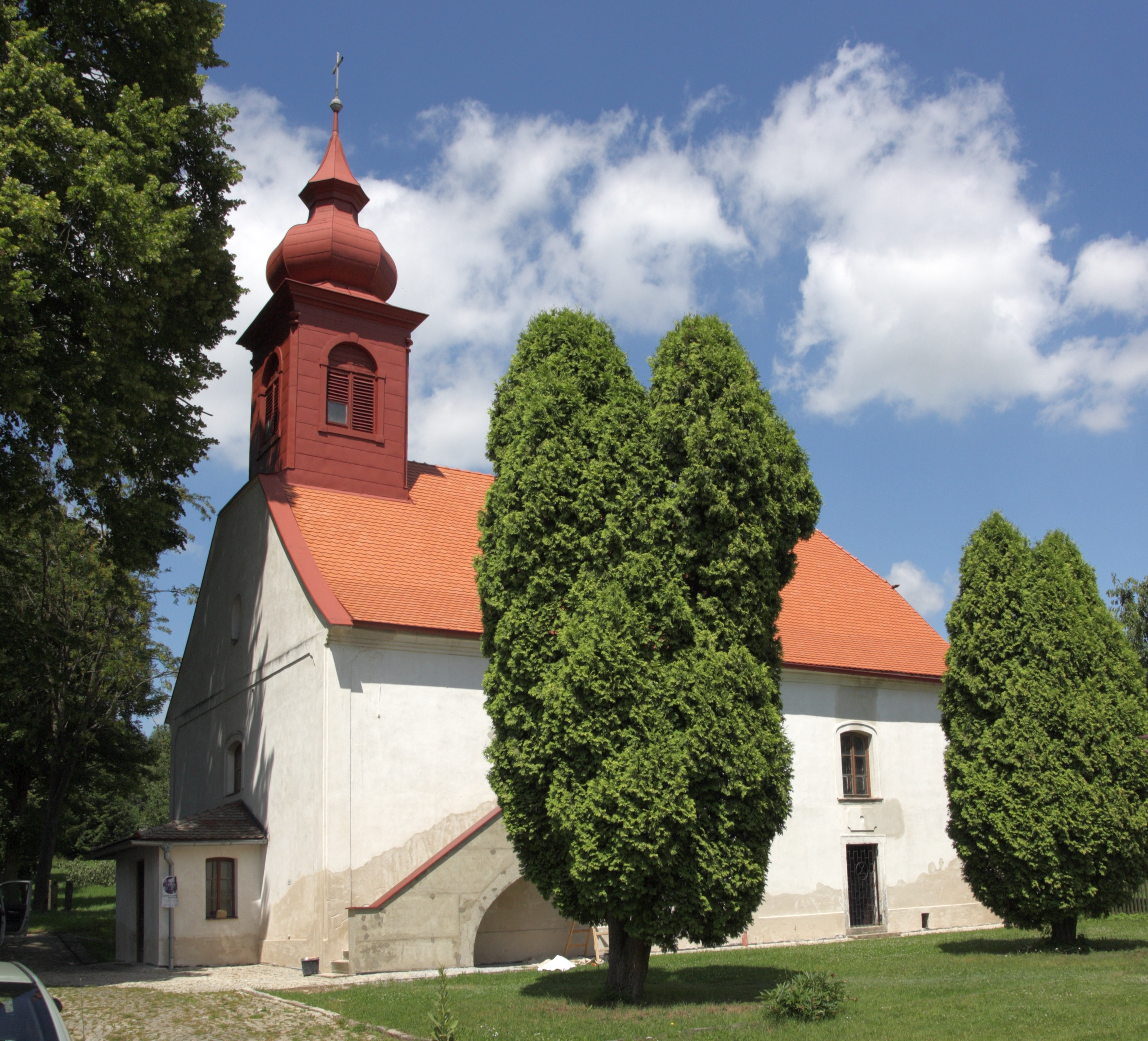
evangelický kostel
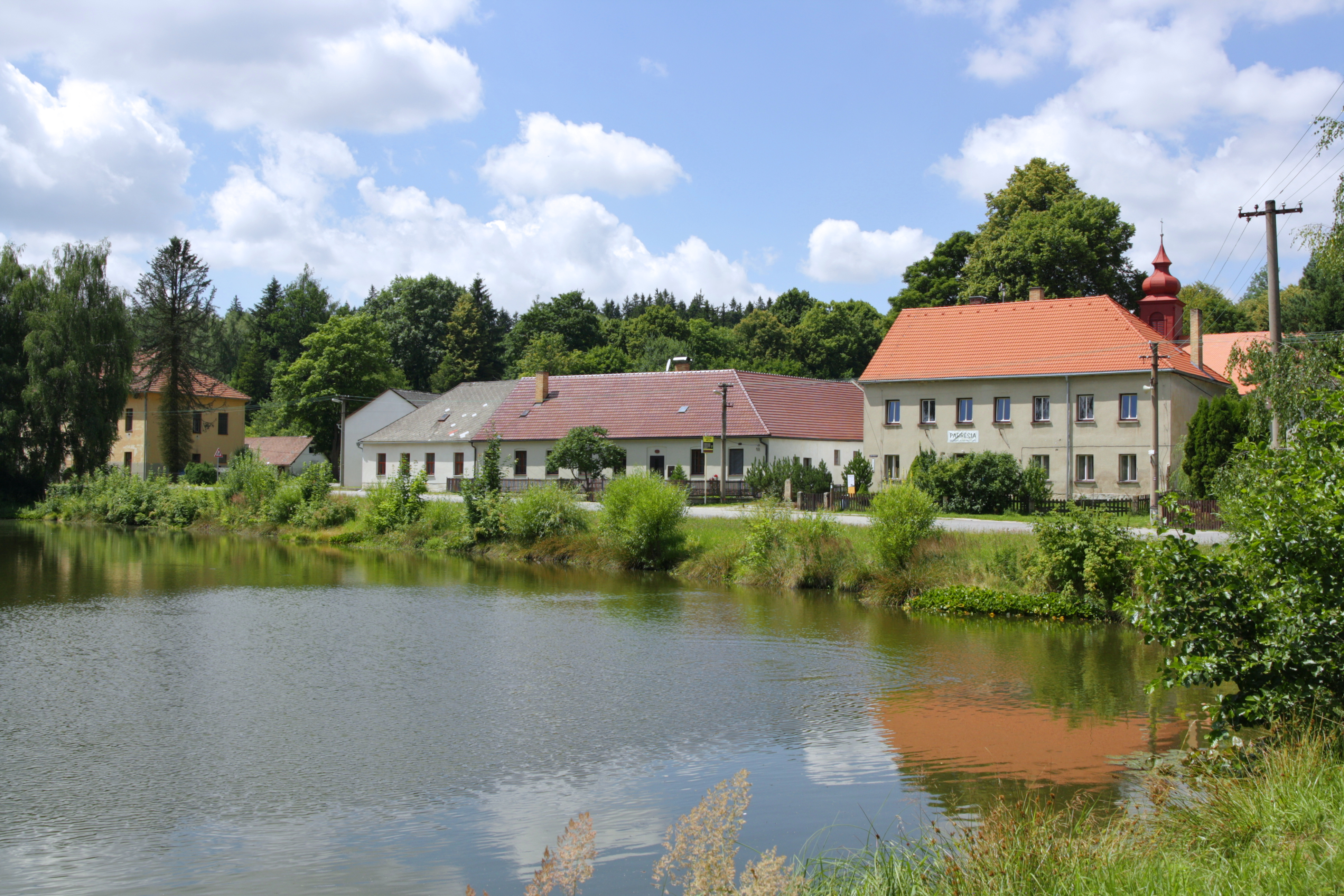
Drápalův rybník
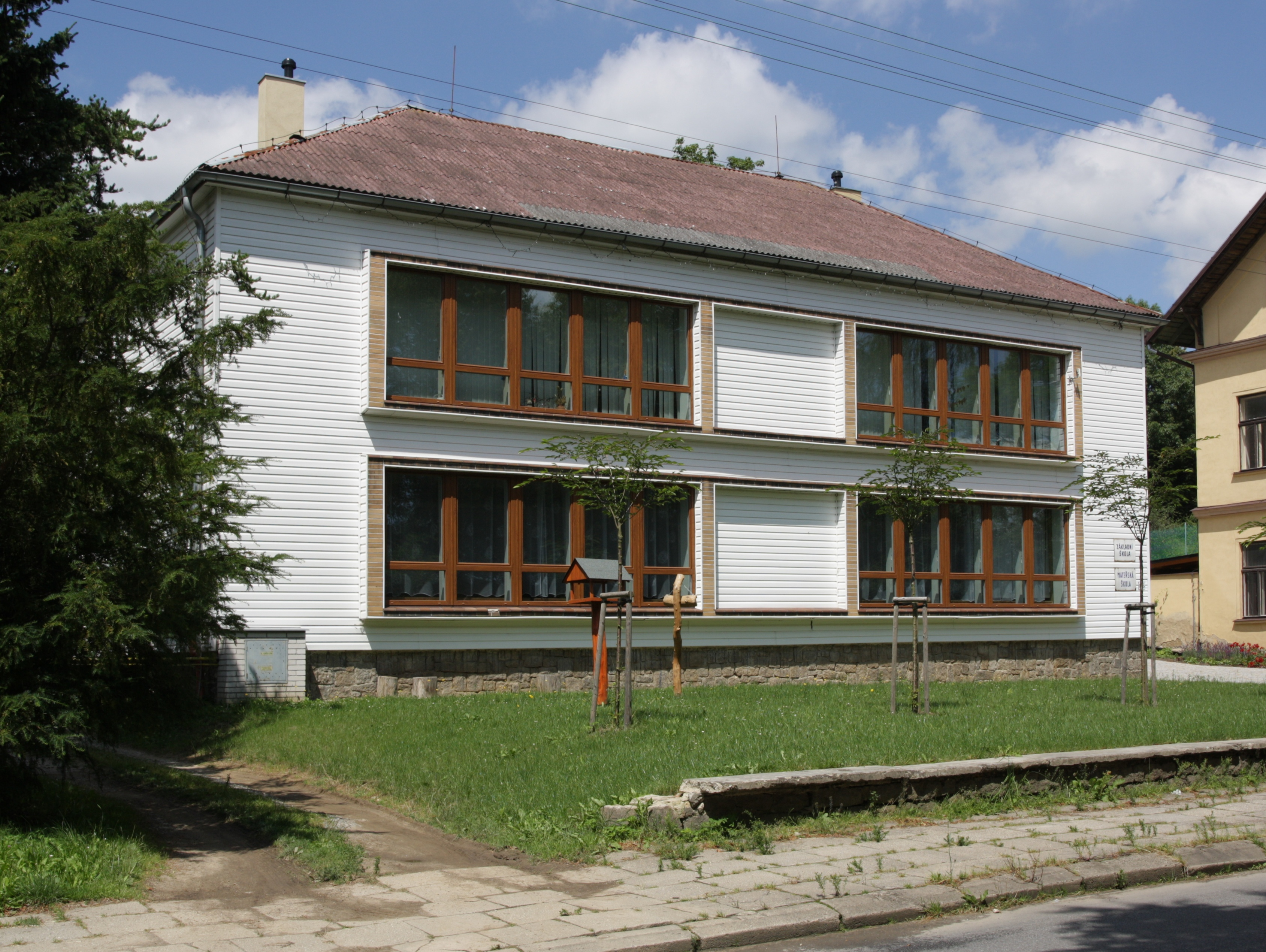
mateřská a základní škola
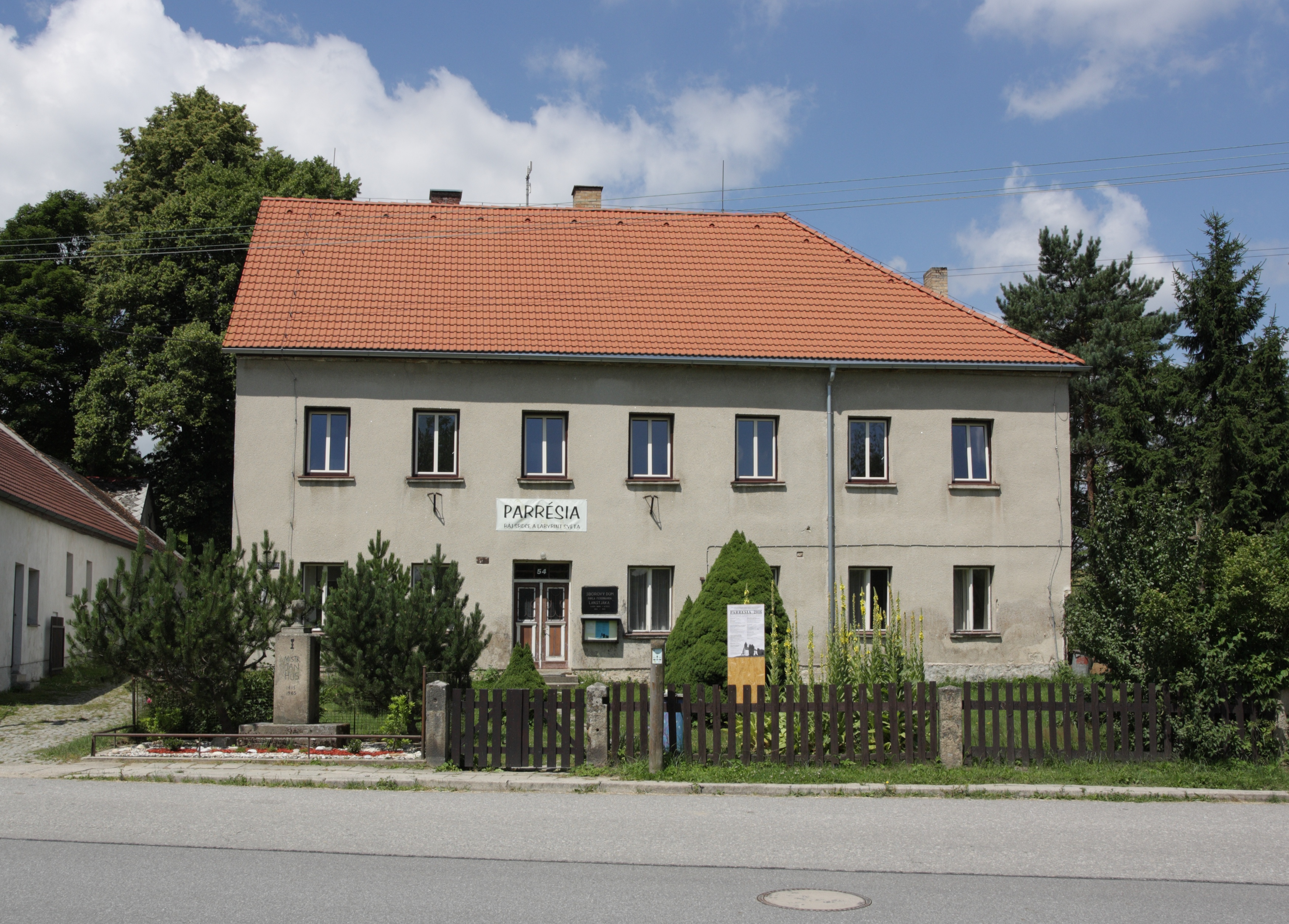
evangelická fara
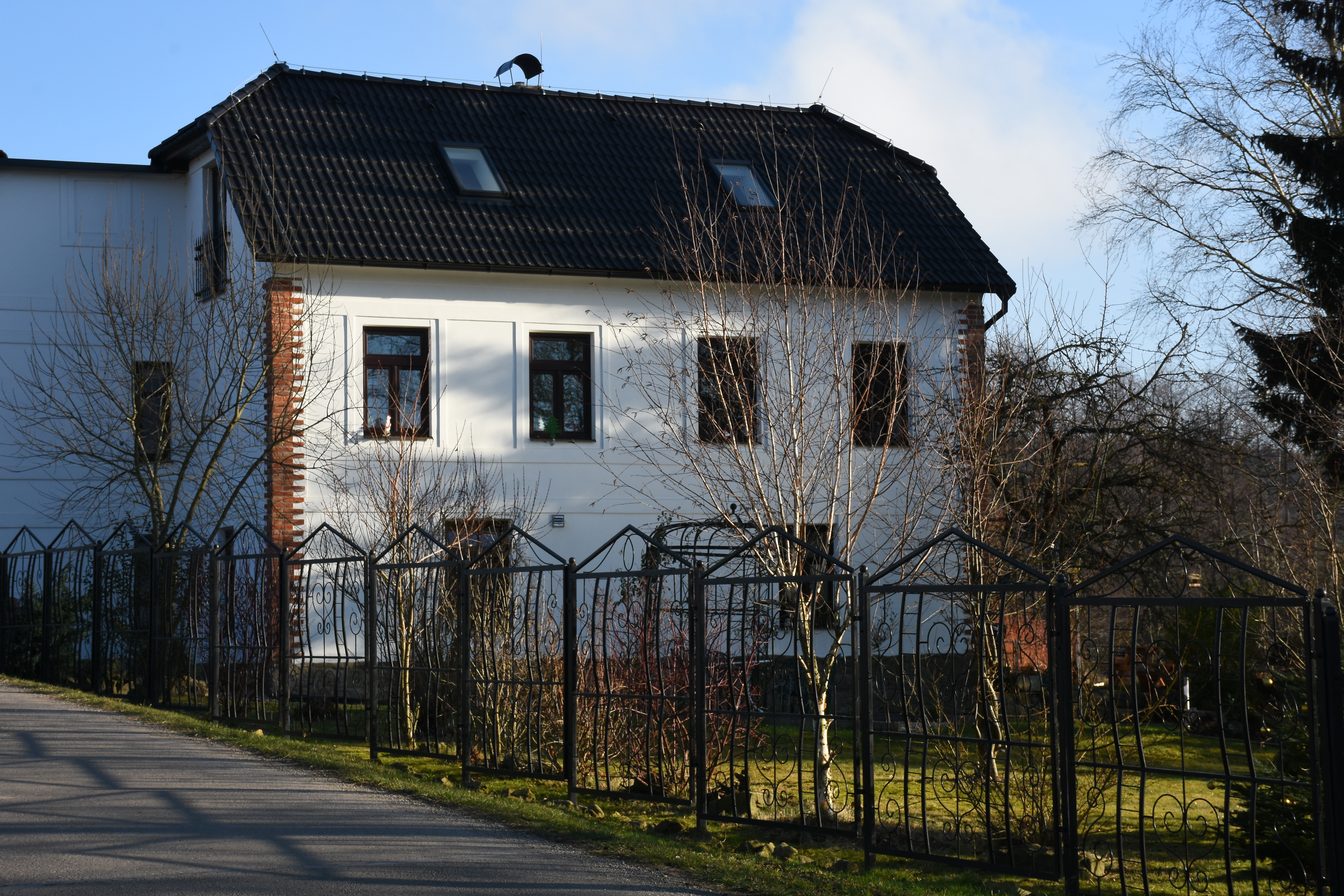
Bistrot de Papa
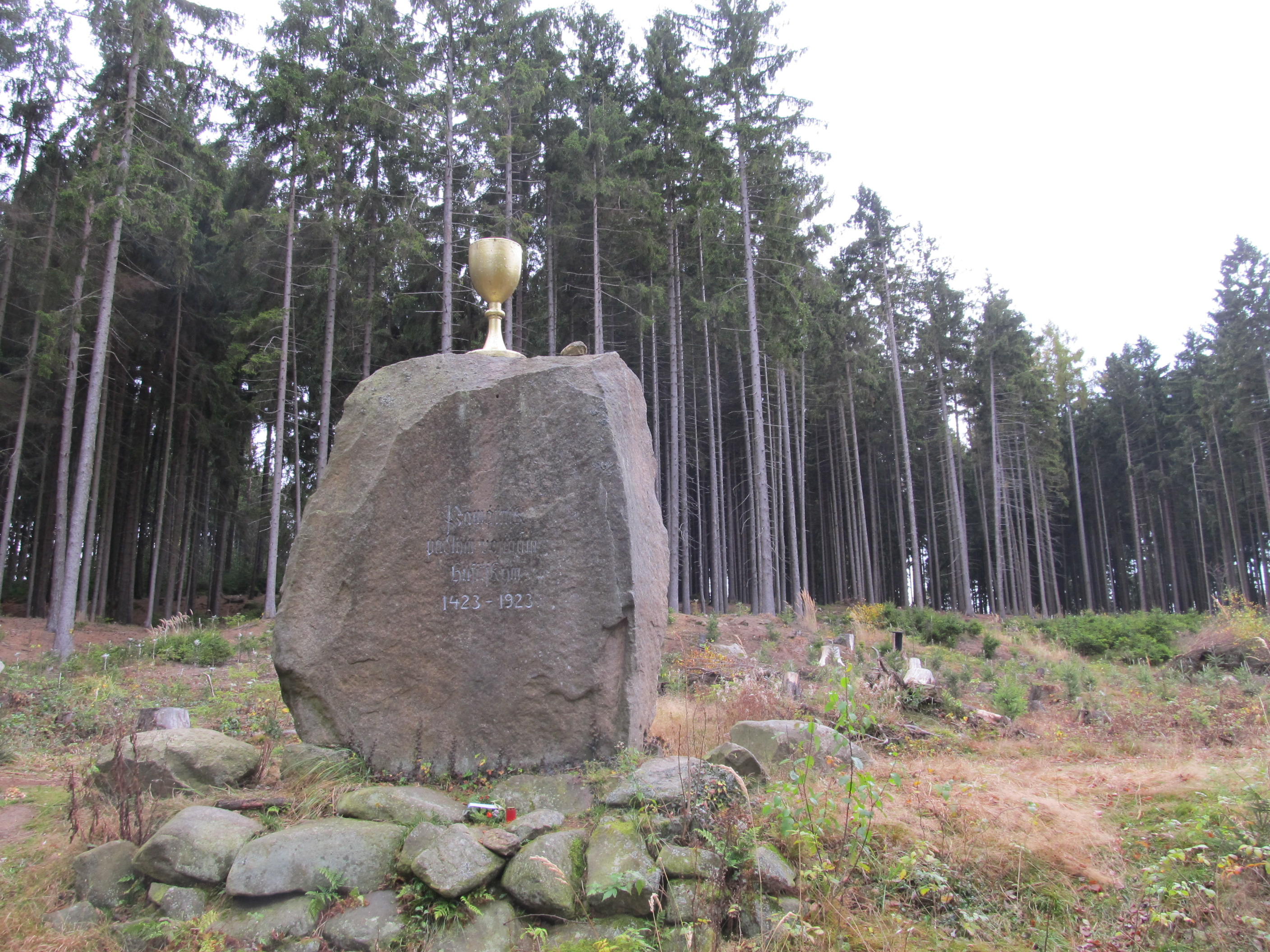
pomník husitské bitvy u rybníka Bor